# 博德斯集團
博德斯集團（英語：Borders Group, Inc.）曾經是美國第二大書商。博德斯集團成立於1971年，2011年2月申請破產保護，最終正式在7月清盤。全盛時期，博德斯曾經進軍海外，分別在成立博德斯(英國)及博德斯(亞太區)，在英國、澳洲、新西蘭,马来西亚及新加坡開設分店。不過博德斯(英國)早於2009年已經面對財困及赤字。